# Cucullia vicina
Cucullia vicina là một loài bướm đêm trong họ Noctuidae.